# Сноуборд
Сноуборд (на английски: snowboard, в буквален превод снежна дъска) представлява плоска конструкция, предназначена за спускане по снежни наклони в планината. Разглежда се като зимния еквивалент на скейтборда. Сноубордът има дървена основа, а отгоре и отдолу слоеве от стъклопласт. Върху дъската има закрепвания за краката. Дължината му варира от 140 до 165 см, а ширината му от 24 до 27 см.

## История
Историята на сноуборда започва около 1960 г. с опита на няколко американски сърфисти да направят сърф, който да се движи по снежните склонове. Новият спорт се развива бързо, тъй като техниката му се усвоява по-лесно и за по-кратко време от тази на ските. В края на 70-те и началото на 80-те сноубордът започнал да се утвърждава като алтернатива на ските. Започват състезания и експериментиране, за да се стигне до наши дни, когато около 50% от населението на САЩ разполагат с личен сноуборд.

## Стилове
В сноуборда има няколко стила – фриирайд, фриистайл, бордъркрос и спускания в „алпийски стил“ (които стават пред много публика и се оценяват от жури). Фриистайлът често се практикува от скейтъри, защото много движения в този стил са заети от скейтборда и сърфа.

### Фрийрайд
Фрийрайдът е извънпистово каране както на ски, така и на сноуборд в непокътнат сняг. Терминът идва от английски и може да се преведе като „свободно каране“. Докато при другите стилове всичко зависи от определени предпоставки – при фрийстайла от направените от човека скокове, рампи и др., а при пистовото каране има специална подготовка на снега, фокусът при фрийрайда е, спускайки се, използваш произволните и несигурни условия на естествения терен. Не може да се говори за конкретни стилове, тъй като начинът на каране е изцяло индивидуален. Различават се единствено извънпистово каране далеч от курорт (backcountry) и на територията на даден курорт, в близост до пистите.

### Фрийстайл
Свободният стил или така нареченият Фриистайл се изразява в правенето на различни трикове с помощта на рампи, халф-пайп, релси и други.

### Бордъркрос
В бордъркроса четирима сноубордисти (или различен брой, но най-вече четири) се пускат по силно пресечена писта.

## Трикове
Ето някои трикове изпълнявани от фриистайлърите:
- 50/50-когато насочиш дъската успоредно на гредата/парапета и плъзгаш по нея.
- board slide-обратното на 50/50, дъската е насочена перпендикулярно на гредата, плъзгането тук става по-бързо.
- 5/о(файв оу)- началната позиция е 50/50, но при изпълнението му тежестта се съсредоточава на задния крак (tail press)
- nose slide- началната позиция е board slide, но плъзгането става на предната част на борда (носът)
- tail slide-същото като nose slide, но плъзгането става м/у задния крак и опашката на борда.

За изпълнението на триковете често се използва вакса – за по лесно плъзгане.